# Calistoga
Calistoga is een plaats (city) in de Amerikaanse staat Californië, en valt bestuurlijk gezien onder Napa County. Calistoga werd gesticht door Samuel Brannan, de eerste Californische miljonair, die de plaats een naam gaf die een combinatie is van Californië en Saratoga Springs, een plaats die net als Calistoga bekend staat vanwege zijn natuurlijke heetwaterbronnen.

## Demografie
Bij de volkstelling in 2000 werd het aantal inwoners vastgesteld op 5190.
In 2006 is het aantal inwoners door het United States Census Bureau geschat op 5214, een stijging van 24 (0,5%).

## Geografie
Volgens het United States Census Bureau beslaat de plaats een oppervlakte van
6,7 km², geheel bestaande uit land. Calistoga ligt op ongeveer 86 m boven zeeniveau.

## Bezienswaardigheden
Calistoga ligt midden in het Californische wijngebied. Het is bekend om zijn heetwaterbronnen en (kunstmatige) geiser. Je kunt er ook een modderbad nemen. Er zijn ook fossiele bomen (petrified wood) te bezichtigen.
Bij Calistoga ligt het kasteel Castello di Amorosa.

## Plaatsen in de nabije omgeving
De onderstaande figuur toont nabijgelegen plaatsen in een straal van 20 km rond Calistoga.